# Didier Long
Cet article concerne le metteur en scène. Pour l'écrivain, voir Didier Meïr Long. Pour les autres significations, voir Long.
Didier Long est comédien et un metteur en scène français de théâtre.

## Biographie
Il a joué notamment sous la direction de Françoise Seignier, Jacques Rosny, Philippe Rondest, avant de se consacrer essentiellement à la mise en scène.
Il a été directeur artistique du Festival Pierres de Culture à Gorze de 1993 à 1997, puis le directeur artistique du Festival de la Correspondance de Grignan de 2000 à 2007.
Il a été élu comme représentant des metteurs en scène au conseil d'administration de la SACD dont il a été le vice-présentant durant deux mandats.
Il est nommé chevalier dans l'Ordre des Arts et des Lettres en janvier 2010.
Il a été directeur du Théâtre de l'Atelier de février 2015 à novembre 2019.
Il a été membre de la Commission d'attribution de l'aide à l'écriture du CNT (Centre National du Théâtre).

## Théâtre

### Comédien
- 1991 : Charlus de Jean-Louis Curtis, mise en scène Philippe Rondest, Théâtre des Mathurins
- 2017: Rimbaud Verlaine, Eclipse Totale de Christopher Hampton, Théâtre de poche de Montparnasse

### Metteur en scène
- 1990 : On se connaît ? de Pierre Palmade, avec Pierre Palmade, Palais des Glaces
- 1995 : Le Boxeur et la Violoniste de Bernard Da Costa, Théâtre des Mathurins
- 1995 : Le Roman de Lulu de David Decca, Petit Théâtre de Paris
- 1996 : Bel-Ami de Pierre Laville d'après Guy de Maupassant, Théâtre Antoine
- 1996 : Hygiène de l'assassin d'Amélie Nothomb, Petit Théâtre de Paris
- 1998 : Pâte feuilletée d'Alain Stern, Petit Théâtre de Paris
- 1999 : Mademoiselle Else d'Arthur Schnitzler, Petit Théâtre de Paris
- 1999 : Master Class de Terrence McNally, avec Marie Laforêt, Théâtre Antoine
- 1999 : Becket ou l'Honneur de Dieu de Jean Anouilh, avec Bernard Giraudeau, Didier Sandre, Théâtre de Paris
- 2001 : Jalousie en trois fax d'Esther Vilar, Petit Théâtre de Paris
- 2001 : Eaux Loudes de Christian Siméon, Studio Théâtre de la Comédie-Française
- 2002 : Reste avec moi ce soir de Flavio de Souza, Théâtre de la Gaîté-Montparnasse
- 2002 : Le Limier d'Anthony Shaffer, avec Jacques Weber, Patrick Bruel, puis Philippe Torreton, Théâtre de la Madeleine
- 2003 : Les Braises d’après Sandor Marai, avec Claude Rich, Bernard Verley, Théâtre de l'Atelier
- 2003 : Mathilde de Véronique Olmi, avec Pierre Arditi, Ariane Ascaride, Théâtre du Rond-Point
- 2003 : Théorbe de Christian Siméon, avec Alexandra Lamy, Petit Théâtre de Paris
- 2003 : Parole du jour J de Jean-Pierre Guéno, Festival de Grignan
- 2004 : Frankie et Johnny au clair de lune de Terrence McNally, adapt. Michel Blanc, Théâtre de la Renaissance
- 2005 : Richard III de William Shakespeare
- 2005 : Je viens d'un pays de neige d'Anne Jolivet avec Myriam Boyer, Théâtre Déjazet ; Théâtre de l'Œuvre en 2006 ; Vingtième Théâtre en 2007
- 2005 : La Dette de Stefan Zweig, avec Magali Noël, Jean-Pierre Bernard, Andrée Damant, Théâtre 14
- 2006 : Mademoiselle Julie d'August Strindberg, Théâtre Marigny
- 2006 : Le Gardien d'Harold Pinter, avec Robert Hirsch, Théâtre de l'Œuvre, 2007 : Théâtre de Paris
- 2006 : La Dernière nuit pour Marie Stuart de Wolfgang Hildesheimer, avec Isabelle Adjani, Théâtre Marigny
- 2007 :  La Jeune Fille et la Mort d'Ariel Dorfman, Théâtre 14
- 2007-2008 : La Vie devant soi de Romain Gary (Emile Ajar), avec Myriam Boyer, Théâtre Marigny, Théâtre de l'Œuvre en 2008
- 2008 : Qu’est-il arrivé à Bette Davis et Joan Crawford ? de Jean Marbœuf, avec Séverine Vincent, Julie Marboeuf, Théâtre des Bouffes-Parisiens
- 2008 : Equus de Peter Shaffer, avec Julien Alluguette, Bruno Wolkowitch, Théâtre Marigny
- 2008 : Master Class de Terrence McNally, Théâtre de Paris
- 2009 : Parole et guérison de Christopher Hampton, Théâtre Montparnasse
- 2010 : Alexandra David-Néel, Mon Tibet de Michel Lengliney, Petit Montparnasse
- 2010 : Jalousie en trois mails de Esther Vilar, Théâtre de la Tête d'Or Lyon, Théâtre Montparnasse
- 2010 : La Parisienne de Henry Becque, Théâtre Montparnasse
- 2011 : Aller chercher demain de Denise Chalem, Théâtre de Paris
- 2011 : Youri de Fabrice Melquiot, Théâtre Hébertot
- 2012 : Simpatico de Sam Shepard, Théâtre Marigny
- 2013 : La Folle de Chaillot de Jean Giraudoux, Comédie des Champs-Élysées avec Anny Duperey, Dominique Pinon, Gaëlle Marie, etc.
- 2014 : Chère Elena de Ludmilla Razoumovskaïa, Théâtre de Poche Montparnasse
- 2015 : Le Système d'Antoine Rault, Théâtre Antoine
- 2015 : Danser à Lughnasa, de Brian Friel, Théâtre de l'Atelier
- 2017 : Modi de Laurent Seksik, Théâtre de l'Atelier
- 2017 : Rimbaud Verlaine, Eclipse Totale de Christopher Hampton, Théâtre de Poche Montparnasse
- 2021 : L'Île des esclaves de Marivaux, Théâtre de Poche Montparnasse
- 2023 :  L'échange de Paul Claudel, Théâtre de Poche-Montparnasse
- 2025 : Candide de Voltaire, Théâtre de Poche-Montparnasse

## Doublage

### Films
- 2015 : Prémonitions : l'agent Joe Merriwether (Jeffrey Dean Morgan)
- 2022 : Meurtres sans ordonnance : ? ( ? )[2]
- 2023 : Thanksgiving : La Semaine de l'horreur : ? ( ? )

### Séries télévisées
- Zahn McClarnon dans : 
  - Hawkeye (2021) : William Lopez (mini-série)
  - Echo (2024) : William Lopez (mini-série)

- 1997-2001 : JAG : le lieutenant-commandant Alan Mattoni (Riff Hutton) (15 épisodes)
- 2020 : The New Pope : Tomas Altbruck (Tomas Arana) (mini-série)

## Prix et distinctions

### Molières
- 1997 : nomination au Molière du metteur en scène pour Le Roman de Lulu
- 1999 : nomination au Molière du metteur en scène pour Mademoiselle Else
- 2001 : nomination au Molière du metteur en scène pour Becket ou l'Honneur de Dieu
- 2002 : nomination au Molière du metteur en scène pour Jalousie en trois fax
- 2007 : nomination au Molière du metteur en scène pour Le Gardien
- 2008 : nomination au Molière du metteur en scène pour La Vie devant soi
- 2009 : nomination au Molière du metteur en scène pour Equus
- 2015 : nomination au Molière du metteur en scène d'un spectacle du théâtre privé pour Le Système et Chère Elena

Le Gardien et la Vie devant soi ont reçu le Molière du Meilleur spectacle
Il a reçu le Globe de Cristal 2008 pour La Vie devant soi

### Décorations
- Chevalier de l'ordre des Arts et des Lettres (2010)